# Nước chấm

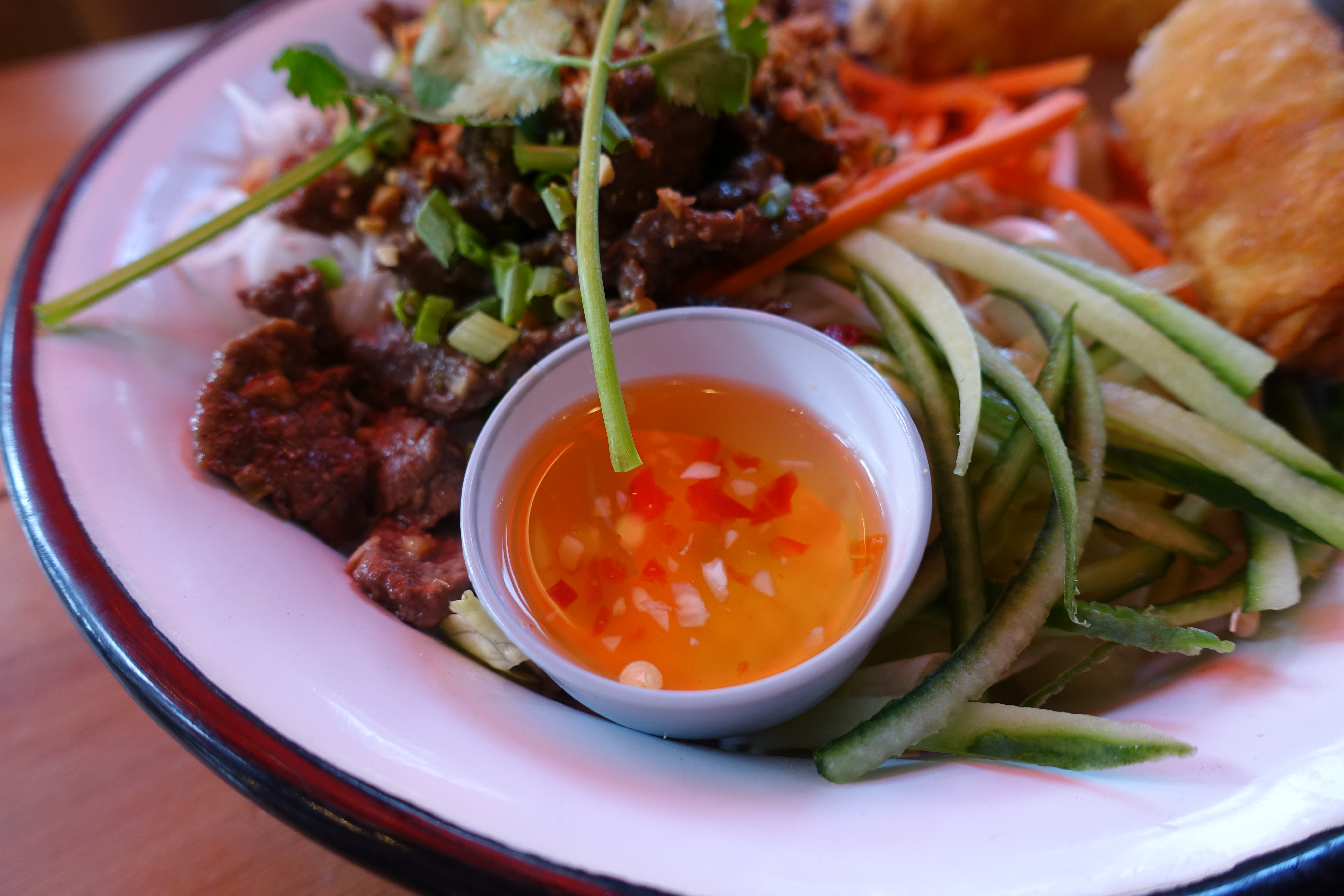
Nước chấm ou teuk trey p'haem (ទឹកត្រីផ្អែម).

Nước chấm (vietnamien) ou teuk trey p'haem (khmer : ទឹកត្រីផ្អែម) est une désignation générale pour une variété de « sauces pour tremper » dans la cuisine cambodgienne et la cuisine vietnamienne, qui est servie assez fréquemment en tant que condiment. Il s’agit d'une sauce composée de sucre de canne ou de palme, de sauce de poisson, de jus de citron ou de vinaigre, d'eau et d'ail.
En France, on peut trouver cette sauce dans les commerces alimentaires sous le nom de « sauce pour nems ».